# Mali Trn
Mali Trn este o localitate din comuna Krško, Slovenia, cu o populație de 35 de locuitori.